# Jan Gruyaert
Jan Gruyaert (Mortsel, província d'Anvers, 27 d'agost de 1944) és un cineasta i guionista belga.

## Filmografia
- 1966 : Kamer met uitzicht (curtmetratge)
- 1967 : De koninklijke bibliotheek (documental per televisió sobre la Biblioteca Reial de Bèlgica)
- 1967 : Eisenstein '67 (documental per televisió)
- 1968 : Biënale voor beeldhouwkunst Antwerpen 1968 (documental per televisió)
- 1969 : Acts sans paroles (telefilm)
- 1969 : De biënale van Venetië (documental per televisió)
- 1969 : Het museum van de fotografie (documental per televisió)
- 1971 : Spel zonder woorden I en II (telefilm sobre Samuel Beckett)
- 1971 : Zondaars en sterren (telefilm sobre Piet Van Aken)
- 1978 : In kluis
- 1985 : De vlaschaard
- 1989 : Abdijen in de lage landen (sèrie de documentals per televisió)